# Бреслав, Андрей Андреевич
Андре́й Андре́евич Бре́слав (8 мая 1984, Ленинград, СССР) — российский программист, один из создателей языка программирования Kotlin (руководитель группы разработчиков в компании JetBrains), сооснователь сервиса подбора психологов Alter.ru.

## Биография
Родился в Ленинграде в 1984 году.

### Образование
В 1991 году пошёл в Лицей № 344 в Санкт-Петербурге, из которого 1999 году перешёл в петербургский Физико-математический лицей № 239, который окончил в 2001 году.
В том же году поступил на Факультет информационных технологий и программирования Университета ИТМО, из которого выпустился в 2007 году в степени магистра. В 2010 году окончил аспирантуру на кафедре Высшей математики Естественно-научного факультета того же университета. Тогда же окончил и аспирантуру кафедры Информатики Института компьютерных наук Тартуского университета.

### Карьера
- В 2005—2006 гг. работал Borland Labs Inc. в Санкт-Петербурге.
- С 2003 по 2009 г. преподавал в родном Физико-математическом лицее № 239.
- В 2005—2009 гг. преподавал в своей альма-матер — в Университете ИТМО.
- В 2006—2009 годах работал в Академии современного программирования в Санкт-Петербурге.
- В 2010 году также работал в Тартуском университете.
- В 2010 году — в Microsoft Research в Редмонде, США.
- С 2010 по 2020 руководил группой разработчиков языка программирования Kotlin в компании JetBrains в Санкт-Петербурге.

Параллельно с работой в JetBrains совместно с Ольгой Китаиной основал сервис по онлайн-подбору психолога Alter.